# Thẻ thường trú nhân Hoa Kỳ

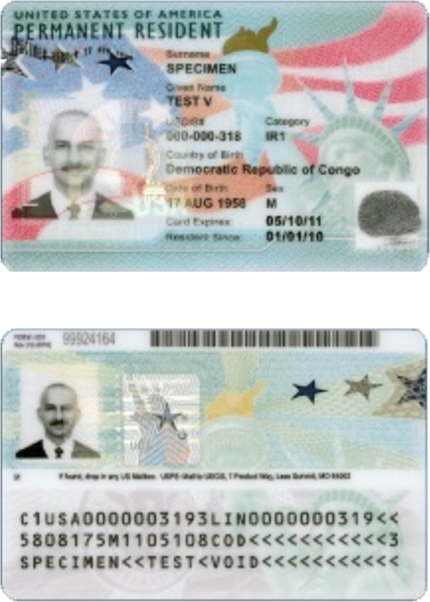
Thẻ cư dân thường trú Hoa Kỳ (phiên bản năm 2017)

Thẻ thường trú nhân Hoa Kỳ (chữ Anh: United States permanent resident card), cũng gọi là thẻ xanh lục (green card), là một loại giấy chứng minh xuất thân và địa vị xã hội dùng để chứng minh người nước ngoài có được tư cách cư dân thường trú ở bên trong nước Hoa Kỳ. Cư dân thường trú Hoa Kỳ hoàn toàn không phải là công dân Hoa Kỳ, nhưng vẫn có được tư cách công dân lúc đầu. Tuy nhiên, tư cách cư dân thường trú của họ cho phép họ tự do ra vào ở nước Hoa Kỳ, cư trú và làm việc vô thời hạn ở Hoa Kỳ, và sau khi đủ điều kiện thời gian cư trú tại Mĩ được phép trình bày, xin trở thành công dân Hoa Kỳ.
Quyền cư trú lâu dài hợp pháp của người nắm giữ thẻ xanh lục là quyền lợi di dân do phía chính phủ Hoa Kỳ trao cho, trong đó bao gồm các giấy phép có đủ điều kiện ở lại và lấy được công việc tại Hoa Kỳ. Người nắm giữ thẻ xanh lục cần phải giữ gìn tư cách cư dân thường trú, nếu điều kiện cần của tư cách đó không còn đầy đủ, thì người nắm giữ có khả năng mất tư cách đó.
Giấy chứng minh xuất thân và địa vị xã hội của cư dân thường trú hợp pháp Hoa Kỳ là một tấm thẻ có tên gọi chính thức là "biểu mẫu I-551". Hình thức của thẻ cư dân thường trú Hoa Kỳ mặc dù trải qua nhiều lần thay đổi, nhưng tuyệt đại đa số màu sắc chủ yếu của nó là màu xanh lục, do đó giấy chứng minh đó hay gọi là "thẻ xanh lục". Thẻ chứng minh tư cách dân di cư của một số nước khác dù hoàn toàn không phải là màu xanh lục, cũng không nhất định là tấm thẻ, nhưng bởi vì ảnh hưởng của thẻ xanh lục Hoa Kỳ, có người cũng đem những cái thẻ chứng minh tư cách dân di cư này gọi chung là "thẻ xanh". Trước mắt Cục Dịch vụ công dân và di dân Hoa Kỳ phụ trách xử lí giấy tờ xin di dân và đóng dấu, cấp phát thẻ xanh.

## Phân loại di dân
Luật di dân và quốc tịch Hoa Kỳ năm 1965 quy định, người có quốc tịch nước ngoài chủ yếu có thể thông qua đường lối như bên dưới để giành được tư cách cư dân thường trú:
- Dựa vào quan hệ gia đình[5]
  - IR-1: Phối ngẫu với công dân Hoa Kỳ.
  - IR-2: Con cái chưa kết hôn và từ 21 tuổi trở xuống của công dân Hoa Kỳ.
  - IR-3: Công dân Hoa Kỳ nhận nuôi trẻ mồ côi ngoại tịch ở nước ngoài.
  - IR-4: Trẻ mồ côi ngoại tịch do công dân Hoa Kỳ nhận nuôi ở bên trong nước Mĩ
  - IR-5: Cha mẹ có quốc tịch nước ngoài của công dân Hoa Kỳ có tuổi từ 21 tuổi trở lên.
  - FB-1 (F-1): Con cái chưa kết hôn và từ 21 tuổi trở lên của công dân Hoa Kỳ.
  - FB-2 (F-2): Phối ngẫu với cư dân thường trú Hoa Kỳ.
  - FB-3 (F-3): Con cái đã kết hôn của công dân Hoa Kỳ.
  - FB-4 (F-4): Anh và em trai ruột thịt, chị và em gái ruột thịt của công dân Hoa Kỳ.
- Dựa vào quan hệ làm thuê[6]
  - EB-1 (E-1): Nhân tài kiệt xuất về phương diện khoa học, nghệ thuật, giáo dục, thương nghiệp và thể thao; nhân tài kiệt xuất trong lĩnh vực nghề nghiệp và nghiên cứu được cộng nhận rộng rãi trong ngành (ít nhất ba năm kinh nghiệm dạy học hoặc nghiên cứu; thông qua nội bộ công ti được điều động chuyển đến bên trong nước Mĩ để quản lí, phụ trách chi nhánh nước ngoài đặt ở Mĩ[7]).
  - EB-2 (E-2): Nhân viên chuyên ngành có được học vị cao cấp (tiến sĩ, thạc sĩ hoặc lấy được học vị tốt nghiệp đại học, cộng thêm có ít nhất 5 năm kinh nghiệm chuyên ngành); nhân viên chuyên ngành có sẵn kĩ năng ưu tú ở lĩnh vực khoa học, nghệ thuật và thương nghiệp.[7]
  - EB-3 (E-3): Công nhân tài nghề thành thạo.[7]
  - EB-4 (E-4): Di dân có nghề nghiệp đặc thù, thí dụ như người làm công việc tôn giáo, nhân viên làm thuê (ngoài biên chế) đang đảm nhiệm hoặc từng đảm nhiệm chức vụ của chính phủ Hoa Kỳ.[7]
  - EB-5 (E-5): Người đầu tư.[7]
- Thị thực di dân đa nguyên hoá
- Tị nạn chính trị
- Dân lánh nạn

## Yêu cầu sử dụng
Căn cứ vào Luật di dân và quốc tịch Hoa Kỳ, người nắm giữ thẻ xanh lục đều thuộc về người nước ngoài không có quốc tịch Hoa Kỳ, cũng không có tư cách công dân Hoa Kỳ. Tuy nhiên họ cơ bản được hưởng đối xử giống với công dân nước này ở trong Hoa Kỳ, nhưng mà không có quyền bầu cử và được bầu cử.
Căn cứ vào Luật di dân Hoa Kỳ, lúc cư dân thường trú nhập cảnh Hoa Kỳ, cần sử dụng thị thực di dân có hiệu lực và hộ chiếu nước nhà có hiệu lực, nếu không thì không được nhập cảnh. Sau khi có được thẻ xanh lục Hoa Kỳ, chỉ cần rời khỏi Hoa Kỳ không vượt quá một năm, bản thân thẻ xanh lục có thể dùng làm thị thực di dân nhập cảnh có hiệu lực, ngoài ra không cần đi đại sứ quán hoặc lãnh sự quán trình bày, xin thị thực. Nếu rời khỏi Hoa Kỳ vượt quá một năm, cần phải trình bày, xin giấy phép tái nhập cảnh (re-entry permit, biểu mẫu I-327), coi là thị thực di dân nhập cảnh có hiệu lực, giấy phép tái nhập cảnh Mĩ có thời gian hiệu lực tối đa 2 năm. Người nắm giữ thẻ xanh lục chưa nhập Hoa Kỳ vượt quá quãng thời gian này, rất có khả năng sẽ bị phán quyết mất đi quyền cư trú lâu dài lúc nhập cảnh trở lại Hoa Kỳ, vì nguyên do Luật di dân yêu cầu người nắm giữ thẻ xanh lục rời khỏi Hoa Kỳ, cần phải là xuất cảnh tạm thời.
Luật di dân và quốc tịch Hoa Kỳ định nghĩa "quyền cư trú lâu dài" là: "giấy phép đặc biệt theo Luật di dân cấp cho tư cách di dân để cư trú lâu dài ở Hoa Kỳ, thêm nữa tư cách đó chưa từng qua thay đổi". Nghĩa là: nếu người có được thẻ xanh lục thay đổi tư cách đó, quyền cư trú lâu dài của họ ngay lập tức bãi bỏ. Do đó, cư dân thường trú nếu có ở trong hoàn cảnh "sai lầm nhưng không ý thức biết tội", đã sử dụng tư cách không nhất quán (thí dụ như: báo cáo thuế bằng tư cách không phải cư dân), thì tư cách cư dân thường trú của họ sẽ đồng thời bị chấm dứt. Ngoài ra, căn cứ vào phán lệ của Toà án Thượng tố xoay vòng Liên bang Hoa Kỳ: tư cách cư dân thường trú có thể thông qua hành vi từ bỏ (thí dụ như định cư nước khác) mà tự động biến mất, không cần trải qua giai đoạn điền biểu mẫu trước hoặc phán quyết của toà án di dân.

## Niên hạn sử dụng
Một người cư dân thường trú cư trú đủ 5 năm bằng tư cách cư dân thường trú ở trong nước Hoa Kỳ (hoặc 3 năm kết hôn với công dân Hoa Kỳ), đồng thời có đủ điều kiện do Cục Dịch vụ công dân và di dân Hoa Kỳ liệt ra, có thể trình bày, xin trở thành công dân Hoa Kỳ. Công dân sẽ có thêm quyền lợi và nghĩa vụ hơn so với cư dân thường trú (ở phương diện đó vẫn bị coi là người nước ngoài như cũ). Một số quyền lợi trong đó là: quyền bầu cử; quyền được bầu cử trong bầu cử liên bang và cấp bang; có tư cách mang gia quyến vào nước Mĩ; và có tư cách giành được chức vị trong chính phủ liên bang. Phúc lợi công dân khác lại còn bao gồm sự thuận lợi miễn thị thực của nhiều nước trên thế giới. Một số tình huống sẽ dẫn đến cư dân thường trú bị xếp vào trình tự pháp luật nhằm trục xuất cũng không thích hợp làm công dân Hoa Kỳ.

## Chức năng cơ bản
Người phổ thông ở nước ngoài chỉ có thông qua nỗ lực, có thể trình bày, xin thẻ xanh để làm việc ở Hoa Kỳ. Học sinh nước ngoài sau khi kết thúc khoá học, tìm đến việc làm, được công ti Mĩ tuyển dụng, hoặc trực tiếp được đại công ti cử đi Mĩ, sau khi làm việc mấy năm đều được trình bày, xin thẻ xanh dưới sự hỗ trợ của công ti. Hoa Kỳ mỗi năm đều mở và cấp thị thực lao động một đợt lớn cho người nước ngoài, hai năm qua mỗi năm mở và cấp hơn 60.000 thị thực lao động, nhưng mà mấy năm đó trong sự mở rộng Kinh tế Mới, trung bình mỗi năm có 120.000 thị thực lao động phát cho người nước ngoài. Người có việc làm ở Mĩ đều trình bày, xin thẻ xanh, nhưng mà không phải tất cả đơn trình bày, xin của mọi người đều có thể được phê chuẩn.
Trong vấn đề đối đãi di dân, Hoa Kỳ chọn lấy chính sách chủ nghĩa thực dụng, lúc kinh tế tốt liền biểu hiện khoan dung với di dân ngoại tịch, lúc kinh tế không tốt liền tăng hạn chế nghiêm ngặt với người nước ngoài. Khoảng thời gian cuối niên đại 90 thế kỉ XX, lúc kinh tế Mĩ phồn vinh, thành phố New York thậm chí không làm gì để tróc nã di dân phi pháp, ngay cả những người chủ nhà hàng Trung Quốc ở nơi đó đều nói rằng, họ lúc đó không bận tâm về vấn đề này, đã rất ít nghe đến sự việc cảnh sát lùng bắt người lao động phi pháp ở các nhà hàng Trung Quốc.
Cầm thẻ xanh lục thì ra vào nước Mĩ khá thuận tiện, hải quan sân bay sẽ đem người nắm giữ thẻ xanh lục và công dân Hoa Kỳ xếp cùng một hàng, nhập cảnh khá lẹ, không giống người nước ngoài khác cần xếp hàng rất dài. Phúc lợi thẻ xanh có:
1. Thụ hưởng phúc lợi do chính phủ Hoa Kỳ quy định; (thí dụ như mỗi thành viên gia đình đều tự do ra vào Hoa Kỳ bất kì lúc nào, đồng thời ở lại trong một khoảng thời gian dài tại Mĩ)
2. Phí sinh hoạt rẻ hơn so với rất nhiều nước công nghiệp hoá; (con cái học ở trường đại học và cao đẳng chuyên khoa, có thể chi trả học phí tương đồng với công dân bang đó)
3. Học sinh, sinh viên có thể làm việc hợp pháp ngay lúc đang học;
4. Hưởng thụ môi trường kinh tế đa dạng, cơ hội làm việc nổi trội, mức sinh hoạt vượt trội;
5. Được hưởng thụ các phúc lợi xã hội như học trường công lập, bảo hiểm y tế, bảo hiểm sinh hoạt xã hội; lại còn được làm thủ tục trình bày, xin các thứ khác thích đáng, có thể mời gọi người khác trong nhà đi Mĩ.

Người sở hữu thẻ xanh không có quyền bỏ phiếu, nhưng họ có cơ hội trở thành công dân Hoa Kỳ. Họ cũng có một số trách nhiệm nhất định:
- Tuân thủ luật pháp Hoa Kỳ;
- Nộp thuế;
- Đăng ký nghĩa vụ quân sự cho nam giới từ 18 đến 26 tuổi;
- Ở lại Hoa Kỳ ít nhất 180 ngày một năm.[8]